# 東宝ハウスライフソリューショングループ
東宝ハウス ライフソリューションズ グループ（とうほうはうすらいふそりゅーしょんずグループ、英語：Toho House Life Solutions Group）は、東京都新宿区に本社を置き、住宅を中心とした不動産の売買仲介から将来の暮らしや住宅に関するアフターサポートまでを行うグループ会社である。

## 概要
1976年2月に東京都国立市にて創業。同年7月に国分寺市に本社を移転。2018年4月に本社である株式会社東宝ハウスホールディングスを新宿住友ビル25階へ移転。2024年5月、同ビル29階へ移転。
2016年6月、『「住まい」のもっと先へ。』という企業スローガンを制定。住宅を通じて将来の暮らしや「住まい」に関するコンサルティング業務を行う不動産グループ会社としての事業活動をスタート。現在、東京都、神奈川県、埼玉県、千葉県の1都3県に24社の営業会社と2社のグループ会社がある。
2019年4月、アフターサポート専門のNEXT事業部を新設。ライフパートナーと呼ばれる保険と金融の専門職が在籍する。2023年6月、NEXT事業部を法人化して株式会社東宝ハウスNEXTを設立。
2021年2月、銀行代理店として住信SBIネット銀行株式会社との提携住宅ローンを提供する株式会社東宝ハウスフィナンシャルを開業。2022年12月、代理店から支店化された。2025年2月3日、東宝ハウスグループと住信SBIネット銀行は、東宝ハウスフィナンシャルを銀行代理業者として、新しい銀行サービス「TOHO HOUSE NEOBANK」の提供を開始した。 
2025年4月1日、東宝ハウスグループから東宝ハウス ライフソリューションズ グループへとグループ名を変更した。 
なお、社名に「東宝」の文字があるが、阪急阪神東宝グループや映画の東宝とは無関係である。

## 沿革
- 1976年2月 創業
- 1983年7月 株式会社東宝ハウス国分寺設立
- 1986年6月 株式会社東宝ハウス武蔵野設立
- 1987年6月 株式会社東宝ハウス湘南設立
- 1987年10月 株式会社東宝ハウス横浜設立
- 1993年9月 株式会社東宝ハウス新都心設立
- 1998年8月 株式会社東宝ハウス川口設立
- 1999年8月 株式会社東宝ハウス町田設立
- 2003年11月 株式会社東宝ハウス立川設立
- 2007年3月 株式会社東宝ハウス浦和設立
- 2013年7月 株式会社東宝ハウス船橋設立
- 2015年5月 株式会社東宝ハウス城東設立
- 2016年2月 株式会社東宝ハウス練馬設立
- 2017年7月 株式会社東宝ハウス大田東京設立
- 2017年8月 株式会社東宝ハウス品川設立
- 2018年4月 株式会社東宝ハウスホールディングス移転
- 2018年9月 株式会社東宝ハウス溝の口設立
- 2019年4月 東宝ハウスホールディングスNEXT事業部創設
- 2019年7月 株式会社東宝ハウス新小岩設立
- 2019年10月 株式会社東宝ハウス杉並設立
- 2020年1月 株式会社東宝ハウス世田谷設立
- 2020年9月 株式会社東宝ハウス横浜西口設立
- 2021年2月 株式会社東宝ハウスフィナンシャル開業
- 2022年7月 株式会社東宝ハウス松戸設立
- 2023年6月 株式会社東宝ハウスNEXT設立
- 2023年12月 株式会社東宝ハウス調布設立
- 2024年5月 株式会社東宝ハウス王子設立
- 2024年5月 株式会社東宝ハウスホールディングス移転
- 2024年7月 株式会社東宝ハウス横浜戸塚設立
- 2025年4月 東宝ハウスグループから東宝ハウスライフソリューションズグループへグループ名変更
- 2025年4月 株式会社東宝ハウス逗子葉山リゾート設立
- 2025年6月 株式会社東宝ハウス東京設立